# Rostmantlad taggstjärt
Rostmantlad taggstjärt (Cranioleuca berlepschi) är en fågel i familjen ugnsfåglar inom ordningen tättingar.

## Utseende och läte
Rostmantlad taggstjärt är en 18 cm lång ugnfågel. Fågeln är rödbrun på det mesta av ovansidan samt på bröstet, mot buk och övergump olivbrun och gråbeige på hjässa och haka. Näbben är blåaktigt hornfärgad och ögat hasselnöts- till orangefärgat. Lätet inleds vanligen med ett lågt, spinnande ljud som snabbas upp till ett fallande "cheecheecheecheecheechiddididrrrrrr". Duetter eller sång från flera individer samtidigt är vanligt förekommande.

## Utbredning och status
Fågeln förekommer i Anderna i norra Peru (Amazonas till La Libertad). Den behandlas som monotypisk, det vill säga att den inte delas in i några underarter.

### Släktestillhörighet
Rostmantlad taggstjärt placeras traditionellt i släktet Thripophaga. Genetiska studier visar dock att den istället är en del av Cranioleuca.

## Status
IUCN kategoriserar arten som nära hotad.

## Namn
Fågelns vetenskapliga artnamn hedrar den tyske ornitologen Hans von Berlepsch (1850-1915). Den kallades tidigare perumjukstjärt men blev tilldelat ett nytt namn av BirdLife Sveriges taxonomikommitté 2022 för att bättre återspegla artens korrekta släktskap.